# Nūn ghunna couché
Le nūn ghunna couché est un signe diacritique de l’écriture arabe utilisé dans l’écriture du phalura et du shina. Il a la forme d’un nūn ghunna tourné à 90°. Il n’est pas à confondre avec le sukūn.

## Utilisation
En phalura, le nūn ghunna couché est utilisé sur les lettres wāw ‹ ࣿـو › en position médiane ou finale, et yāʾ ‹ ـيࣿـ › en position médiane ou yāʾ bari ‹ ےࣿ › en position finale, pour représenter les voyelles courtes.
En shina, le nūn ghunna couché est utilisé pour représenter une voyelle mi-fermée postérieure arrondie courte [o] sur le wāw ‹ ࣿو › et une voyelle mi-fermée antérieure non arrondie courte [e] sur le yāʾ ‹ يࣿ › (le yāʾ bari ‹ ےࣿ › en position finale).

## Sources
- (en) Lorna A. Priest, Proposal to add ARABIC MARK SIDEWAYS NOON GHUNNA (no L2/11-033R), 10 février 2011 (lire en ligne)